# Thea Gudenkauf
Thea Gudenkauf (ur. 4 listopada 1996) – szwajcarska siatkarka, grająca na pozycji środkowej. Od sezonu 2018/2019 występuje w angielskiej drużynie Wessex Volleyball Club.